# 100 mètres brasse féminin aux Jeux olympiques d'été de 2024
Cet article traite de l'épreuve féminine. Pour la compétition masculine, voir 100 mètres brasse masculin aux Jeux olympiques d'été de 2024.
Navigation
Tokyo 2020 Los Angeles 2028
Le 100 mètres brasse féminin est une épreuve de natation des Jeux olympiques d'été de 2024 qui a lieu les 28 et 29 juillet 2024 à la Paris La Défense Arena. 

## Médaillées
| Or                  | Or           | Argent              | Argent       | Bronze              | Bronze       |
| Tatjana Smith (RSA) | 1 min 5 s 28 | Tang Qianting (CHN) | 1 min 5 s 54 | Mona McSharry (IRL) | 1 min 5 s 59 |

## Records
Avant cette compétition, les records dans cette discipline étaient :
| Record du monde  | 1:04.13 | Lilly King       | 25 juillet 2017 | Budapest, Hongrie      |
| Record olympique | 1:04.93 | Lilly King (USA) | 8 août 2016     | Rio de Janeiro, Brésil |

## Calendrier
| Date                | Horaire | Manche       |
| ------------------- | ------- | ------------ |
| Dimanche 28 juillet | 11 h 00 | Séries       |
| Dimanche 28 juillet | 20 h 30 | Demi-finales |
| Lundi 29 juillet    | 20 h 30 | Finale       |

## Résultats détaillés

### Séries éliminatoires
Les seize meilleurs temps se qualifient pour les demi-finales (Q).
| Rang | Série | Ligne | Athlète                | Pays               | Temps        | Remarque |
| ---- | ----- | ----- | ---------------------- | ------------------ | ------------ | -------- |
| 1    | 4     | 1     | Tatjana Smith          | Afrique du Sud     | 1 min 5 s 00 | Q        |
| 2    | 5     | 1     | Tang Qianting          | Chine              | 1 min 5 s 63 | Q        |
| 3    | 5     | 2     | Mona McSharry          | Irlande            | 1 min 5 s 74 | Q        |
| 4    | 4     | 2     | Satomi Suzuki          | Japon              | 1 min 6 s 04 | Q        |
| 5    | 3     | 1     | Lilly King             | États-Unis         | 1 min 6 s 10 | Q        |
| 6    | 5     | 3     | Benedetta Pilato       | Italie             | 1 min 6 s 19 | Q        |
| 7    | 3     | 2     | Anastasia Gorbenko     | Israël             | 1 min 6 s 22 | Q        |
| 8    | 5     | 4     | Eneli Jefinova         | Estonie            | 1 min 6 s 24 | Q        |
| 9    | 3     | 3     | Lisa Angiolini         | Italie             | 1 min 6 s 27 | Q        |
| 10   | 4     | 3     | Rūta Meilutytė         | Lithuanie          | 1 min 6 s 34 | Q        |
| 11   | 4     | 4     | Alina Zmushka          | AIN                | 1 min 6 s 37 | Q        |
| 12   | 3     | 4     | Angharad Evans         | Royaume-Uni        | 1 min 6 s 38 | Q        |
| 13   | 5     | 5     | Sophie Hansson         | Suède              | 1 min 6 s 66 | Q        |
| 14   | 4     | 5     | Tes Schouten           | Pays-bas           | 1 min 6 s 69 | Q        |
| 15   | 5     | 6     | Kotryna Teterevkova    | Lithuanie          | 1 min 6 s 76 | Q        |
| 16   | 4     | 6     | Macarena Ceballos      | Argentine          | 1 min 6 s 89 | Q        |
| 17   | 4     | 7     | Chang Yang             | Chine              | 1 min 6 s 91 |          |
| 18   | 5     | 7     | Sophie Angus           | Canada             | 1 min 6 s 93 |          |
| 19   | 3     | 5     | Reona Aoki             | Japon              | 1 min 6 s 98 |          |
| 20   | 3     | 6     | Anna Elendt            | Allemagne          | 1 min 7 s 00 |          |
| 21   | 5     | 8     | Dominika Sztandera     | Pologne            | 1 min 7 s 22 |          |
| 22   | 2     | 1     | Jenna Strauch          | Australie          | 1 min 7 s 27 |          |
| 23   | 3 4   | 7 8   | Lisa Mamié Emma Weber  | Suisse États-Unis  | 1 min 7 s 65 |          |
| 25   | 3     | 8     | Letitia En YI Sim      | Singapour          | 1 min 7 s 75 |          |
| 26   | 2     | 2     | Ida Hulkko             | Finlande           | 1 min 8 s 73 |          |
| 27   | 2     | 3     | Jessica Vall Montero   | Espagne            | 1 min 8 s 78 |          |
| 28   | 2     | 4     | Kristyna Horska        | République Tchèque | 1 min 8 s 96 |          |
| 29   | 2     | 5     | Stefania Gomez Hurtado | Colombie           | 1 min 9 s 16 |          |
| 30   | 2     | 6     | Emily Santos Silva     | Panama             | 1 min 9 s 94 |          |

### Demi-finales
Les huit meilleurs temps se qualifient pour la finale (F).
| Rang | Série | Ligne | Athlète             | Pays           | Temps        | Remarque |
| ---- | ----- | ----- | ------------------- | -------------- | ------------ | -------- |
| 1    | 2     | 1     | Tatjana Smith       | Afrique du Sud | 1 min 5 s 00 | F        |
| 2    | 2     | 2     | Mona McSharry       | Irlande        | 1 min 5 s 51 | F        |
| 3    | 2     | 3     | Lilly King          | États-Unis     | 1 min 5 s 64 | F        |
| 4    | 1     | 1     | Tang Qianting       | Chine          | 1 min 5 s 83 | F        |
| 5    | 1     | 2     | Alina Zmushka       | AIN            | 1 min 5 s 93 | F        |
| 6    | 2     | 4     | Angharad Evans      | Royaume-Uni    | 1 min 5 s 99 | F        |
| 7    | 1     | 3     | Benedetta Pilato    | Italie         | 1 min 6 s 12 | F        |
| 8    | 2     | 5     | Eneli Jefinova      | Estonie        | 1 min 6 s 23 | F        |
| 9    | 1     | 4     | Lisa Angiolini      | Italie         | 1 min 6 s 39 |          |
| 10   | 2     | 6     | Tes Schouten        | Pays-bas       | 1 min 6 s 56 |          |
| 11   | 2     | 7     | Rūta Meilutytė      | Lithuanie      | 1 min 6 s 89 |          |
| 12   | 1     | 5     | Satomi Suzuki       | Japon          | 1 min 6 s 90 |          |
| 13   | 1     | 6     | Sophie Hansson      | Suède          | 1 min 6 s 96 |          |
| 14   | 1     | 7     | Chang Yang          | Chine          | 1 min 7 s 20 |          |
| 15   | 2     | 8     | Macarena Ceballos   | Argentine      | 1 min 7 s 31 |          |
| 16   | 1     | 8     | Kotryna Teterevkova | Lithuanie      | 1 min 7 s 48 |          |

### Finale
| Rang                                | Ligne | Athlète                     | Pays              | Temps        | Remarque |
| ----------------------------------- | ----- | --------------------------- | ----------------- | ------------ | -------- |
| Médaille d'or, Jeux olympiques      |       | Tatjana Smith               | Afrique du Sud    | 1 min 5 s 28 |          |
| Médaille d'argent, Jeux olympiques  |       | Tang Qianting               | Chine             | 1 min 5 s 54 |          |
| Médaille de bronze, Jeux olympiques |       | Mona McSharry               | Irlande           | 1 min 5 s 59 |          |
| 4                                   |       | Benedetta Pilato Lilly King | Italie États-Unis | 1 min 5 s 60 |          |
| 6                                   |       | Angharad Evans              | Royaume-Uni       | 1 min 5 s 85 |          |
| 7                                   |       | Eneli Jefinova              | Estonie           | 1 min 6 s 50 |          |
| 8                                   |       | Alina Zmushka               | AIN               | 1 min 6 s 54 |          |